# Rădești (okręg Aluta)
Rădești – wieś w Rumunii, w okręgu Aluta, w gminie Oporelu. W 2011 roku liczyła 277 mieszkańców.